# Ante Čović
Ante Čović, né le 13 juin 1975 à Sydney, est un footballeur australien d'origine croate.

## Biographie
Ce gardien de but, qui joue actuellement pour le Melbourne Victory en Australie est un international australien, mais compte seulement deux sélections avec l'équipe nationale.
Il est le troisième choix au poste de gardien de but pour l'Australie, après Mark Schwarzer et Željko Kalac. Sa première sélection avec les « Socceroos » remonte au 2 février 2006 contre le Bahreïn.

## Palmarès
PAOK Salonique
- Coupe de Grèce
  - Vainqueur (1) : 2001

 Newcastle Jets
- Championnat d'Australie
  - Champion (1) : 2008